# ごめんやす浜村淳です
ごめんやす浜村淳です（ごめんやすはまむらじゅんです）は、MBSラジオで1972年10月14日から1977年1月まで毎週土曜日に放送されていた番組。

## 概要
ごめんやす馬場章夫ですの土曜日版として放送開始。
歌謡曲の紹介と映画解説を行っていた。
この番組での功績により、1974年4月の改編にはおはようリスナー阪本時彦ですが放送されていた時間帯の聴取率改善のため、浜村が平日の帯ワイド番組に進出する形で「ありがとう浜村淳です」を放送開始した。
平日の「ありがとう」開始後もタイトルは変更されなかったが、1975年10月から放送時間を拡大、1977年1月に番組は終了。後番組は「ありがとう」に実質統合した「ありがとう浜村淳です土曜日です」になった。

## 出演者
パーソナリティ
- 浜村淳

アシスタント
- 太田詩子
- 木村雅子
- 清水良子[2]

## 放送時間
| 期間                           | 放送時間                |
| ------------------------------ | ----------------------- |
| 1972年10月14日 - 1975年10月4日 | 毎週土曜日 9:00 - 11:00 |
| 1975年10月11日 - 1977年1月     | 毎週土曜日 8:00 - 11:45 |